# Forsteropsalis distincta
Espèce
Synonymes
- Pantopsalis distincta Forster, 1964

Forsteropsalis distincta est une espèce d'opilions eupnois de la famille des Neopilionidae.

## Distribution
Cette espèce est endémique des îles Auckland en Nouvelle-Zélande.

## Description
Le mâle holotype mesure 4,84 mm et la femelle paratype 5,28 mm.

## Systématique et taxinomie
Cette espèce a été décrite sous le protonyme Pantopsalis distincta par Forster en 1964. Elle est placée dans les Megalopsalis par Taylor en 2004 puis dans le genre Forsteropsalis par Taylor en 2011.

## Publication originale
- Forster, 1964 : « The Araneae and Opiliones of the subantarctic islands of New Zealand. » Pacific Insects Monographs, vol. 7, p. 58-115.